# 6181 Bobweber
6181 Bobweber là một tiểu hành tinh vành đai chính với chu kỳ quỹ đạo là 1383.9891295 ngày (3.79 năm).
Nó được phát hiện ngày 6 tháng 9 năm 1986.